# Gazoldo degli Ippoliti
Gazoldo degli Ippoliti (lombardul: Gasòlt) település Olaszországban, Lombardia régióban, Mantova megyében. Lakosainak száma 3031 fő (2023. január 1.). Gazoldo degli Ippoliti Castellucchio, Ceresara, Piubega, Rodigo, Marcaria és Redondesco községekkel határos.

## Népesség
A település lakossága az elmúlt években az alábbi módon változott:
| Lakosok száma | 2983 | 2970 | 3031 |
|               | 2017 | 2018 | 2023 |